# Michael Dukakis
 (juillet 2023).
Pour les articles homonymes, voir Dukakis.
Michael Dukakis, né le 3 novembre 1933 à Brookline dans le Massachusetts, est un homme politique américain.
Diplômé en droit de l'université Harvard, Dukakis est le deuxième gouverneur d'origine grecque de l'histoire américaine après Spiro Agnew. Il accède à la notoriété nationale et internationale en tant que candidat démocrate à la présidence des États-Unis en 1988, lors de laquelle il est battu par George H. W. Bush. Il est le cousin de l'actrice Olympia Dukakis.

## Biographie
Michael Stanley Dukakis est né à Brookline, dans le Massachusetts. Son père Panos (1896–1979) est un immigrant grec originaire de Edremit en Anatolie,. Panos Dukakis s'est installé à Lowell, Massachusetts, en 1912, et obtient son diplôme de la Harvard Medical School douze ans plus tard, travaillant ensuite comme obstétricien. La mère de Michael Dukakis, Euterpe (née Boukis; 1903-2003) est née à Larissa, de parents aroumains originaire de Ioannina.

### Ascension politique

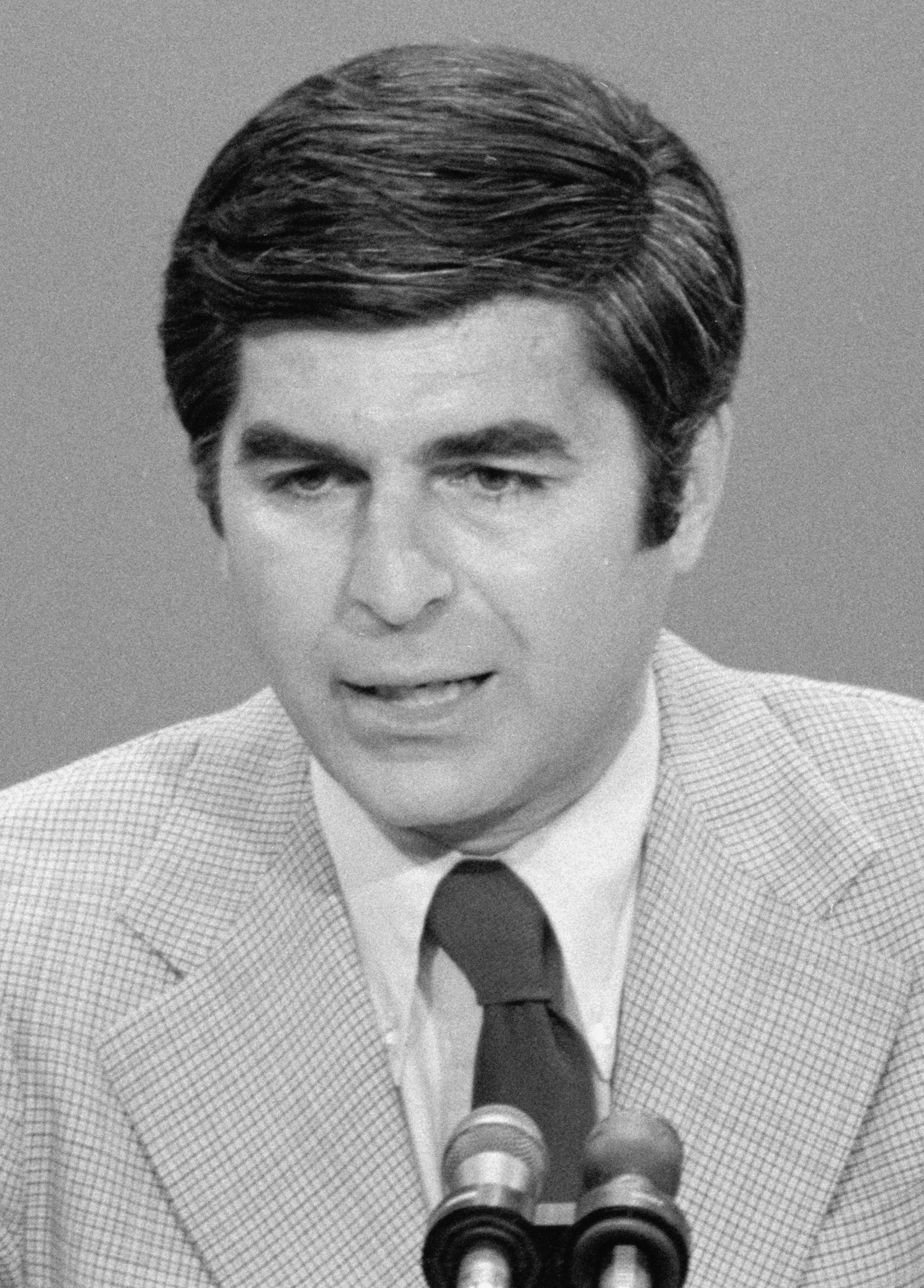
Michael Dukakis à la Convention du Parti démocrate en 1976, à New York.

Après avoir été élu représentant de l'État du Massachusetts à la Chambre des représentants de 1962 à 1970, M. Dukakis est élu gouverneur du Massachusetts en 1974, battant Francis W. Sargent, sur la promesse faite aux électeurs d'être un réformateur et de ne pas augmenter les impôts locaux. Néanmoins, après l'élection, il n'applique pas cette promesse.
Il reçoit Gerald Ford et la reine Élisabeth II pendant la célébration du bicentenaire de la création des États-Unis en 1976. En 1977, il procède à la réhabilitation posthume de Sacco et Vanzetti, qui avaient été condamnés en 1927, soit 50 ans plus tôt, à la peine capitale lors d'une controverse judiciaire. Il obtient une certaine célébrité nationale lors de la tempête de 1978, pendant laquelle il fait preuve d'une grande activité.
Il s'oppose en 1978 à une loi qui aurait obligé les instituteurs à faire réciter par leurs élèves le serment d’allégeance au drapeau, la Cour suprême lui ayant fait savoir qu’une telle loi serait probablement jugée inconstitutionnelle. Il sera sévèrement attaqué sur cette décision pendant sa campagne présidentielle par les républicains, qui l'accuseront d’être un mauvais patriote.
Sa politique fiscale contribue à sa mise en échec la même année lors des primaires démocrates de 1978. Dukakis, bien qu'étant le gouverneur démocrate en titre de l’État, n'est pas investi par son parti, qui lui préfère Edward J. King. En 1982, il prend toutefois sa revanche et est réélu à son poste de gouverneur. Tirant les conclusions de son échec, il met en place une politique économique qui permet au Massachusetts de connaître un essor important, principalement dans le domaine des nouvelles technologies.

### Candidature à la présidence en 1988

Votes par États lors de l'élection présidentielle de 1988

Dukakis, tirant profit du « Massachusetts Miracle », se présente aux primaires démocrates où il bat les candidats Al Gore, Richard Gephardt et Jesse Jackson. Les Républicains et George H. W. Bush tirent parti des positions progressistes de Dukakis sur certains sujets de société. Ainsi, pendant un des débats télévisés, le présentateur Bernard Shaw demande aux deux candidats quelle serait leur position sur la peine de mort concernant un assassin éventuel de leur femme. Dukakis réaffirme alors son opposition à la peine de mort, contrastant avec un Bush plus émouvant et en phase avec l'opinion majoritaire. De même, Dukakis tente de gommer son image de pacifiste en se faisant photographier sur un char Abrams. Le cliché contribue plutôt à le ridiculiser.
La défaite apparaît alors inéluctable, et le ticket démocrate, formé avec Lloyd Bentsen, sénateur du Texas, perd l'élection en récoltant 46 % des suffrages et 10 États contre 54 % et 40 États au ticket républicain.

### Fin de carrière
Après cet échec, Dukakis reste deux ans gouverneur du Massachusetts, où sa gestion est de plus en plus remise en cause. En 1990, il devient professeur de science politique alors que le poste de gouverneur de son État est remporté par les républicains aux élections de novembre. Il enseigne désormais à l'université du Nord-Est l'été, ainsi qu'à l'université de Californie à Los Angeles l'hiver.